# Zeila

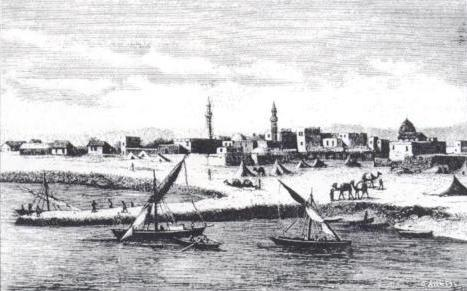
1800-talsteckning av Zeila.

Zeila (somali: Saylac) är en hamnstad vid Adenviken i nordvästra delen av Somalia. Zeila är huvudort i regionen Salal.

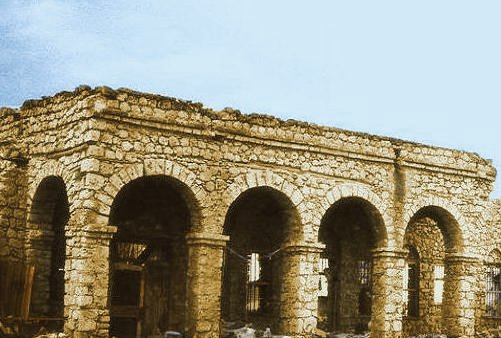
Ruiner från sultanatet Adal i Zeila, Somalia

Från 800-talet till slutet av 1800-talet var Zeila den viktigaste arabiska orten på Somalias kust. Moskén al-Qiblatayn i Zeila var troligen byggd redan under profeten Muhammeds tid.  Hamnstaden var centrum för handeln mellan det kristna Etiopien och det islamiska Arabien. Handelsvarorna var elfenben, slavar, skinn och rökelse från Etiopien och det inre av Afrika som byttes mot tyger och metallvaror från Arabien. Zeila var även under medeltiden en viktig hamn i sultanatet Adal.
På 1800-talet var staden eftertraktad av de europeiska kolonialmakterna, men byggandet av järnvägen mellan Addis Abeba och staden Djibouti några mil norr om Zeila förminskade dess värde för afrikahandeln.